# Henryk Dembiński (prawnik)
Henryk Dembiński (ur. 9 września 1900 w Krakowie, zm. 23 czerwca 1949 w Lublinie) – prawnik, wykładowca Katolickiego Uniwersytetu Lubelskiego.

## Życiorys
Studiował prawo na Uniwersytecie Jagiellońskim i w École des Sciences Politiques we Lozannie. Od 1933 r. prowadził wykłady na KUL-u. Działał w stowarzyszeniu Odrodzenie, Sodalicji Mariańskiej oraz Korporacji Akademickiej Korabia.
Po wojnie należał do Związku Polskiej Inteligencji Katolickiej oraz Stronnictwa Pracy - odłamie popierającym Karola Popiela. Przyczynił się do reaktywacji Wydziału Prawa i Nauk Społeczno-Ekonomicznych KUL po II wojnie światowej. W latach 1948–1949 był dziekanem tego wydziału
Zajmował się prawem administracyjnym, handlowym, międzynarodowym i państwowym z naciskiem na ich związek z etyką chrześcijańską. Interesował się ustrojem ZSRR, który krytykował w swoich pracach sowietologicznych jako "totalistyczny".
Bardzo ważną publikacją w jego dorobku stała się praca Osobowość polityczno-prawna samorządu w świetle metody dogmatycznej i socjologicznej (wyd. 1934), w której zajął się istotą samorządu terytorialnego. Po 1989 roku jest więc bardziej znany jako teoretyk samorządu terytorialnego niż znawca prawa międzynarodowego.

## Publikacje
- "Teorje Duguit'a i Kelsena" (1931),
- "Autonomia celna w najnowszym prawie narodów" (1933),
- "Osobowość publiczno-prawna samorządu w świetle metody dogmatycznej i socjologicznej" (1934),
- "Dozbrojenie Niemiec w świetle prawa narodów" (1935),
- "Wojna jako narzędzie prawa i przewrotu" (1936),
- "Kościół i państwo wobec zagadnień prawa małżeńskiego" (1936),
- "Jednostka a społeczeństwo" (1937),
- "Kolektywizm i totalizm jako zasady życia", [w:] "Bolszewizm", Lublin 1938 wersja elektroniczna,
- "Kościół i państwo w świetle konkordatu i Synodu" (1938),
- "Machiavelii a czasy dzisiejsze" (1938),
- "Odmowa uznania faktów dokonanych w najnowszym rozwoju prawa narodów" (1939),
- "Kryzys demokracji" (1939),
- "Prawo polityczne (część ogólna)" (1946),
- "Dyplomacja i dyplomaci w nowoczesnym państwie" (1946),
- "Moralne podstawy ustroju społeczności międzynarodowej" (1949).